# Paul Salopek
Paul Salopek (Barstow, 9 febbraio 1962) è un giornalista e scrittore statunitense, due volte vincitore del premio Pulitzer.

## Biografia
Si è laureato nel 1984 in scienze ambientali all'università della California, Santa Barbara. Dopo alcune esperienze lavorative iniziali nel giornalismo, cominciò a lavorare per il National Geographic Magazine a partire dal 1992. A partire dal 1996 fino al 30 aprile 2009 passò al Chicago Tribune viaggiando in Africa, in Europa e in Medio Oriente.
Vinse il primo premio Pulitzer nel 1998 per due articoli sul Human Genome Diversity Project (progetto sulla diversità del genoma umano), e il secondo nel 2001 per il suo lavoro riguardante l'Africa. Nel 2006 fu imprigionato e accusato come spia in Sudan, nazione sconvolta da una guerra civile ufficialmente finita un anno prima.
Nel gennaio 2013 Salopek è partito per il progetto Out of Eden walk (fuori dall'Eden), ideato dal National Geographic Magazine: la sua intenzione è di percorrere a piedi più di 20000 km, seguendo l'itinerario dei primi uomini che, partendo dall'Etiopia e attraversando lo stretto di Bering, compirono la più lunga migrazione della storia umana (durata migliaia di anni), giungendo fino alla Terra del Fuoco, il punto più a sud del continente americano. 
Nell'ottobre del 2021, dopo una pausa di 20 mesi a causa della pandemia di COVID-19, Salopeck è arrivato in Cina e sta continuando il percorso (non ha completato la passeggiata entro i 7 anni previsti).